# Agrilus lecontei
Agrilus lecontei är en skalbaggsart som beskrevs av Saunders 1871. Agrilus lecontei ingår i släktet Agrilus och familjen praktbaggar.

## Underarter
Arten delas in i följande underarter:
- A. l. celticola
- A. l. lecontei